# Olympische Sommerspiele 1928/Teilnehmer (Indien)
| Gelbes Symbol für Goldmedaillen mit stilisierten Olympischen Ringen | Graues Symbol für Silbermedaillen mit stilisierten Olympischen Ringen | Braundes Symbol für Bronzemedaillen mit stilisierten Olympischen Ringen |
| ------------------------------------------------------------------- | --------------------------------------------------------------------- | ----------------------------------------------------------------------- |
| 1                                                                   | —                                                                     | —                                                                       |

Britisch-Indien nahm an den Olympischen Sommerspielen 1928 in Amsterdam, Niederlande, mit einer Delegation von 21 Sportlern (allesamt Männer) teil.

## Medaillengewinner

### Gold
| Name(n) | Sportart | Wettkampf     |
| --- | -------- | ------------- |
| Richard James Allen, Michael Rocque, Leslie Charles Hammond, Rex A. Norris, Broome Eric Pinniger, Sayed M. Yusuf, Michael Gateley, George Marthins, Dhyan Chand Bais, Frederic Seaman, William Goodsir-Cullen, Feroze Khan, Ali Shaukat & Jaipal Singh | Hockey   | Herrenturnier |

## Teilnehmer nach Sportarten

### Hockey

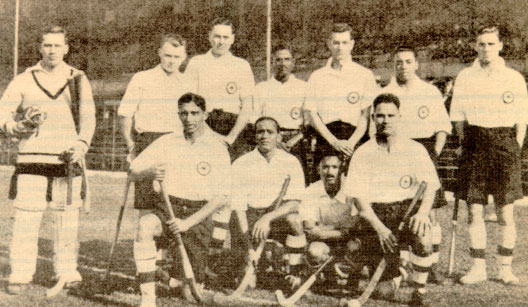
Die siegreiche indische Hockey-Olympiaauswahl der Herren 1928

- Herrenteam
Gold

- Kader
Richard James Allen
Michael Rocque
Leslie Charles Hammond
Rex A. Norris
Broome Eric Pinniger
Sayed M. Yusuf
Michael Gateley
George Marthins
Dhyan Chand Bais
Frederic Seaman
William Goodsir-Cullen
Feroze Khan
Ali Shaukat
Jaipal Singh

### Leichtathletik
- Ronald Burns
100 Meter: Vorläufe
200 Meter: Vorläufe

- James Hall
200 Meter: Vorläufe
400 Meter: Viertelfinale

- J. Murphy
800 Meter: Vorläufe

- Gurbachan Singh
5000 Meter: Vorläufe

- Chavan Singh
10.000 Meter: DNF

- Abdul Hamid
110 Meter Hürden: Vorläufe
400 Meter Hürden: Vorläufe

- Dalip Singh
Weitsprung: 37. Platz in der Qualifikation